# Manduca duquefi
Manduca duquefi là một loài bướm đêm thuộc họ Sphingidae. Nó được tìm thấy ở French Guiana.